# Styringomyia mcgregori
Styringomyia mcgregori is een tweevleugelige uit de familie steltmuggen (Limoniidae). De soort komt voor in het Oriëntaals gebied.